# Roberto Ridolfi
Roberto Ridolfi (ou di Ridolfo; 18 de novembro de 1531–18 de fevereiro de 1612) foi um nobre e conspirador florentino.
Ridolfi pertencia a uma célebre família de Florença, onde nasceu. Como banqueiro estabeleceu ligações com a Inglaterra, e por volta de 1555 mudou-se para Londres, onde rapidamente tornou-se uma pessoa de alguma importância, em contato com William Cecil e outros homens importantes.
Durante os primeiros anos do reinado de Elizabeth, rainha da Inglaterra, passou a participar mais ativamente da política, associando-se com os católicos do país, descontentes, e comunicando-se com seus aliados no exterior. Em 1570 começou a trabalhar numa trama contra a rainha, que veio a ser conhecida pelo seu nome: a conspiração de Ridolfi.
Sua intenção era casar Maria, rainha da Escócia ao Duque de Norfolk, e colocá-la no trono inglês. Com a ajuda de John Lesley, bispo de Ross, obteve o consentimento de todos as pessoas envolvidas na conspiração, e passou a agir; em 1571 visitou o Duque de Alba, em Bruxelas, o Papa Pio V, em Roma, e Filipe II, em Madri, para explicar-lhes o plano e conquistar sua assistência.
Seu mensageiro para Lesley, no entanto, Charles Baillie (1542-1625), foi capturado em Dover e, após ser torturado, revelou a existência da conspiração. Norfolk e Lesley foram presos; o primeiro foi condenado à morte em janeiro de 1572. Ridolfi, que estava então em Paris, nada pode fazer ao ouvir a notícia de que o plano havia falhado. Serviu posteriormente ao papa, porém boa parte de sua vida posterior foi passad em Florença, onde se tornou um senador e morreu em 18 de fevereiro de 1612.

## Fonte
- Este artigo incorpora texto  (em inglês) da Encyclopædia Britannica (11.ª edição), publicação em domínio público.